# Xã Langley, Quận Ellsworth, Kansas
Xã Langley (tiếng Anh: Langley Township) là một xã thuộc quận Ellsworth, tiểu bang Kansas, Hoa Kỳ. Năm 2010, dân số của xã này là 74 người.